# Phyllonycteris
Phyllonycteris är ett släkte av fladdermöss som ingår i familjen bladnäsor.

## Utseende
De nu levande arterna når en kroppslängd (huvud och bål) av 64 till 83 mm, en svanslängd av 7 till 12 mm och en underarmlängd av 43 till 50 mm. Phyllonycteris poeyi är med 20,0 till 21,1 g tyngre än Phyllonycteris aphylla som väger 14,0 till 14,8 g. Den förstnämnda arten har en gulbrun päls och den andra arten är ljusgrå. Dessa fladdermöss har liksom närbesläktade arter en långsträckt nos och en lång tunga med papiller. Bladet (hudfliken) på näsan finns däremot bara rudimentärt. Svansen är bara en kort bit inbäddad i flygmembranen. En broskig sporre (calcar) på foten saknas. Phyllonycteris aphylla kännetecknas dessutom av en djup urholkning i främre skallen.

## Ekologi
Dessa fladdermöss vistas i alla habitat som finns i utbredningsområdet. De vilar i grottor och bildar där medelstora till stora kolonier med några hundra till flera tusen medlemmar. Ofta delas grottan med andra fladdermöss. Arterna äter nektar, pollen, frukter och kanske några insekter. Per kull föds en unge.

## Arter
Undersläkten och arter enligt Wilson & Reeder (2005) samt IUCN:
- Reithronycteris
  - Phyllonycteris aphylla, lever endemisk på Jamaica.
- Phyllonycteris
  - † Phyllonycteris major, kvarlevor av arten hittades i Puerto Rico (enligt Walkers på Antigua).[4][2]
  - Phyllonycteris poeyi, förekommer på Kuba, Hispaniola och på mindre öar i regionen.

IUCN listar P. aphylla och P. poeyi som livskraftig (Least Concern).